# أليكس هارلي
أليكس هارلي (بالإنجليزية: Alex Harley)‏ (20 أبريل 1936 بغلاسكو في المملكة المتحدة - 24 يونيو 1969 ببرمنغهام في المملكة المتحدة) هو لاعب كرة قدم بريطاني في مركز الهجوم. لعب مع برمنغهام سيتي وبورتاداون ومانشستر سيتي ونادي دندي ونادي مدينة كيب تاون ‏ ونادي لانارك الثالث وMaryhill F.C. ‏.

## وصلات خارجية
- أليكس هارلي على موقع قاعدة بيانات كرة القدم.إي يو (الإنجليزية)